# Friedrich Heuß
Friedrich Georg Heuß (* 12. November 1804  in Haßmersheim, Neckar-Odenwald-Kreis; † 16. September 1870 in Mosbach) war ein deutscher Binnenschiffer und Politiker in der Badischen Revolution von 1848/1849.

## Leben
Friedrich Heuß entsprang einem alten Schiffergeschlecht am Neckar und betrieb in jungen Jahren selbst Schifffahrt und Handelsgeschäfte zusammen mit seinem Bruder Georg Ludwig (Louis), dem Urgroßvater des ersten Bundespräsidenten Theodor Heuss. Im Jahr 1840 richteten sie mit dem eigenen Schiff Patriot die erste direkte Schifffahrtslinie Heilbronn–Holland ein. Seine Aktivitäten brachten Friedrich Heuß öffentliche Anerkennung ein und führten ihn als Bürgerwehrhauptmann in der badischen Revolution 1848/1849 ins politische Leben. Heuß gehörte der Verfassungsgebenden Versammlung des Großherzogtums Baden an.
Friedrich Heuß war dreimal verheiratet und hatte aus diesen drei Ehen elf Kinder, wovon Benjamin Heinrich Heuß von 1865 bis 1888 Bürgermeister der Gemeinde Haßmersheim war.

## Leistungen
Heuß war am Neckar zwischen Heilbronn und Heidelberg in den Bereichen Wirtschaft, Schifffahrt und Politik eine Persönlichkeit, die den Beinamen Neckar-Napoleon erhielt.
1998 wurde die Grund- und Hauptschule in Haßmersheim ihm zu Ehren in Friedrich-Heuß-Schule benannt.